# Norra vattentornet, Oskarshamn

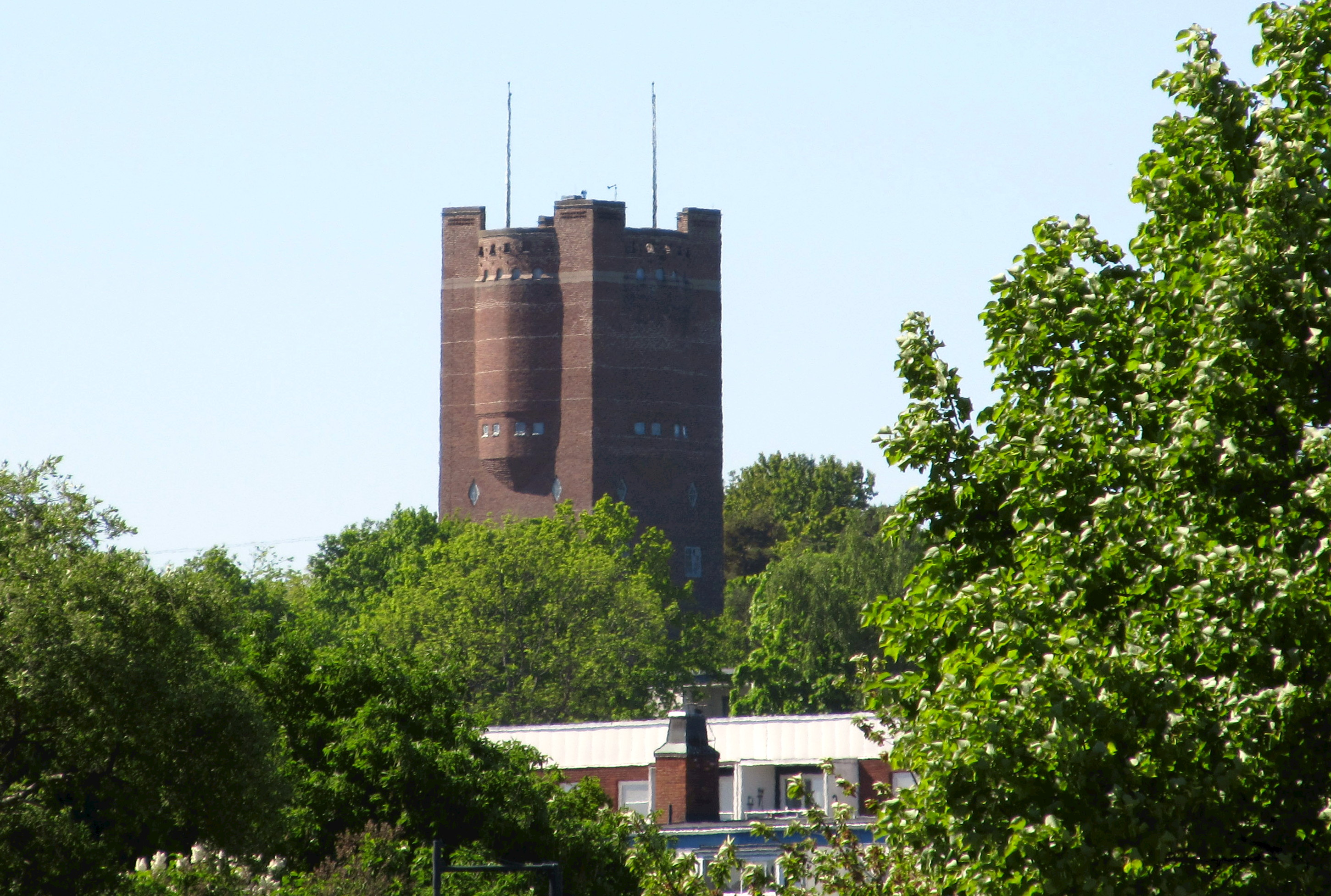
Norra vattentornet sett från hamnområdet.

Norra vattentornet, Oskarshamn byggdes 1913 och var då det första vattentornet i Oskarshamn. Det är beläget i stadens norra delar på en höjd av 50 meter över havet. Själva byggnaden är därtill 25 meter hög. Tornet är utformat i rött tegel och dess arkitekt var Axel Bergman. Vattentornet har även fått ge namn åt den stadsdel där det är beläget; Norrtorn. Byggnaden restaurerades 1996 och är sedan dess K-märkt.
Tornet är fortfarande i drift och rymmer 600 000 liter vatten. Man tar även emot turister och besökare sommartid. Efter 128 trappsteg når man tornets topp. Därifrån har man en vid utsikt över Oskarshamn och dess omnejd. Vid fint väder ser man över till öarna Blå Jungfrun och Öland medan Oskarshamns kärnkraftverk skymtar i norr.